# Mihail Kogălniceanu (gmina w okręgu Tulcza)
Mihail Kogălniceanu – gmina w Rumunii, w okręgu Tulcza. Obejmuje miejscowości Lăstuni, Mihail Kogălniceanu i Rândunica. W 2011 roku liczyła 2735 mieszkańców. 